# منتزه الأميرة

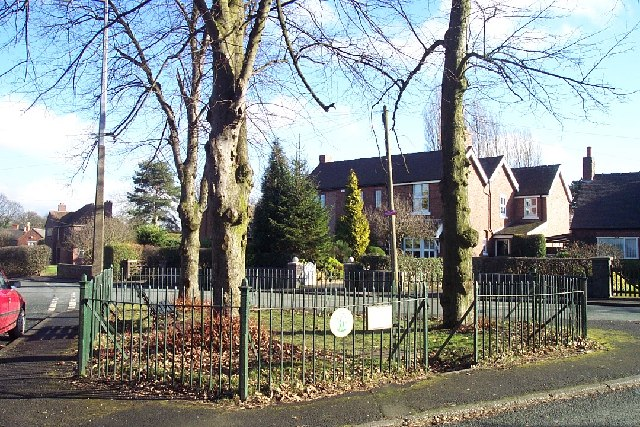
برينس بارك ، بيرنتوود

يقع منتزه الأميرة Prince's Park في مدينة Burntwood في ستافوردشاير وهو مدرج في موسوعة جينيس للأرقام القياسية لكونه أصغر حديقة في المملكة المتحدة . تم إنشاؤه للاحتفال بزواج ألبرت إدوارد ، أمير ويلز ، والأميرة ألكسندرا من الدنمارك. هناك ثلاث أشجار داخل أراضيها تسمى الإيمان والأمل والصدقة. في مايو 2013 كانت الحديقة مكانًا لأقصر سباق مرح في العالم.

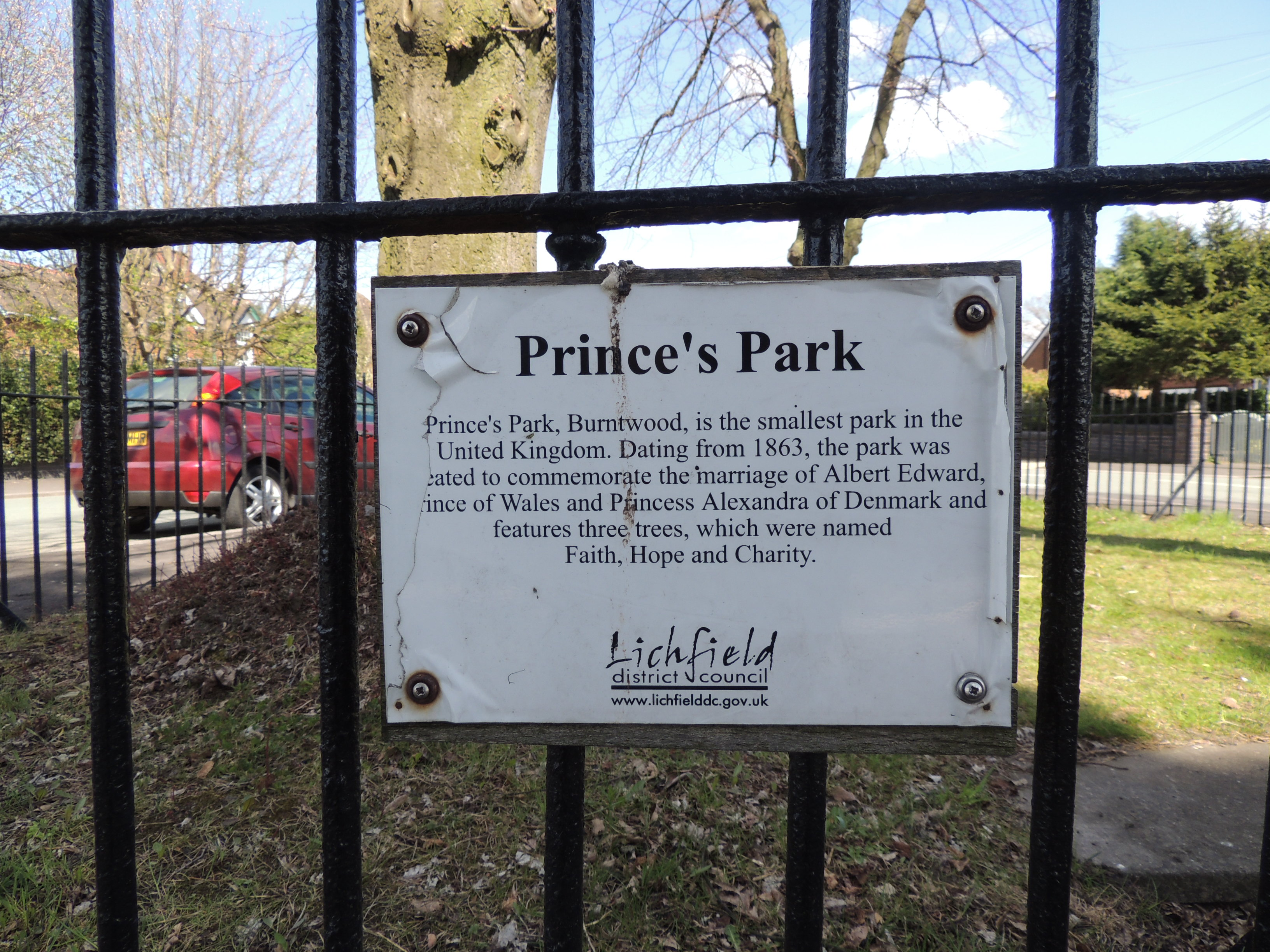
برينس بارك - لوحة التراث من قبل مجلس مقاطعة ليتشفيلد